# 國府田達也
國府田 達也（こおだ たつや、2月4日 - ）は、日本の男性俳優、モデル。ヘリンボーン所属。神奈川県出身。身長186cm。

## 人物
文学座演劇研究所を経てフランスのコンセルヴァトワール専任講師によるワークショップに参加。その後は東映俳優センターに所属し、菅原文太の最後の弟子として3年半の修行の後独立した。
俳優以外にも、福祉施設や介護施設、幼稚園、保育園、小学校などで紙芝居や朗読、弾き語りなどの上演、似顔絵や切り絵、個人個人の詩を即興で書画にしてプレゼントをするなどのボランティア活動も行っている。
特技は乗馬、書道、料理、キックボクシング、紙芝居。

## 出演

### 映画
- 女侠　夜叉の舞（2000年）
- 美悪の華（2001年）
- IZO（2004年）
- ムーンドリーム（2014年）
- 劇場版 ごん -GON, THE LITTLE FOX-（2020年） - 加助 役　※声の出演[2]

### テレビドラマ
- 徳川慶喜（1998年、NHK大河ドラマ）
- 花村大介（2000年、フジテレビ）
- 最愛 8話（2021年12月3日、TBS） - 國府田 役

### ゲーム
- 魔法使いと黒猫のウィズ（ガレオーネ・ティターノ、ゴレッタ・ドキーノ）

### 吹き替え
- ウェディング・テーブル

### 舞台
- 七人の侍は野良犬のごとく生きる（1998年）
- グロリアスな女たち（2002年）
- 色は匂へど散りぬるを（2009年）
- 照手姫（2010年）